# Godega di Sant’Urbano

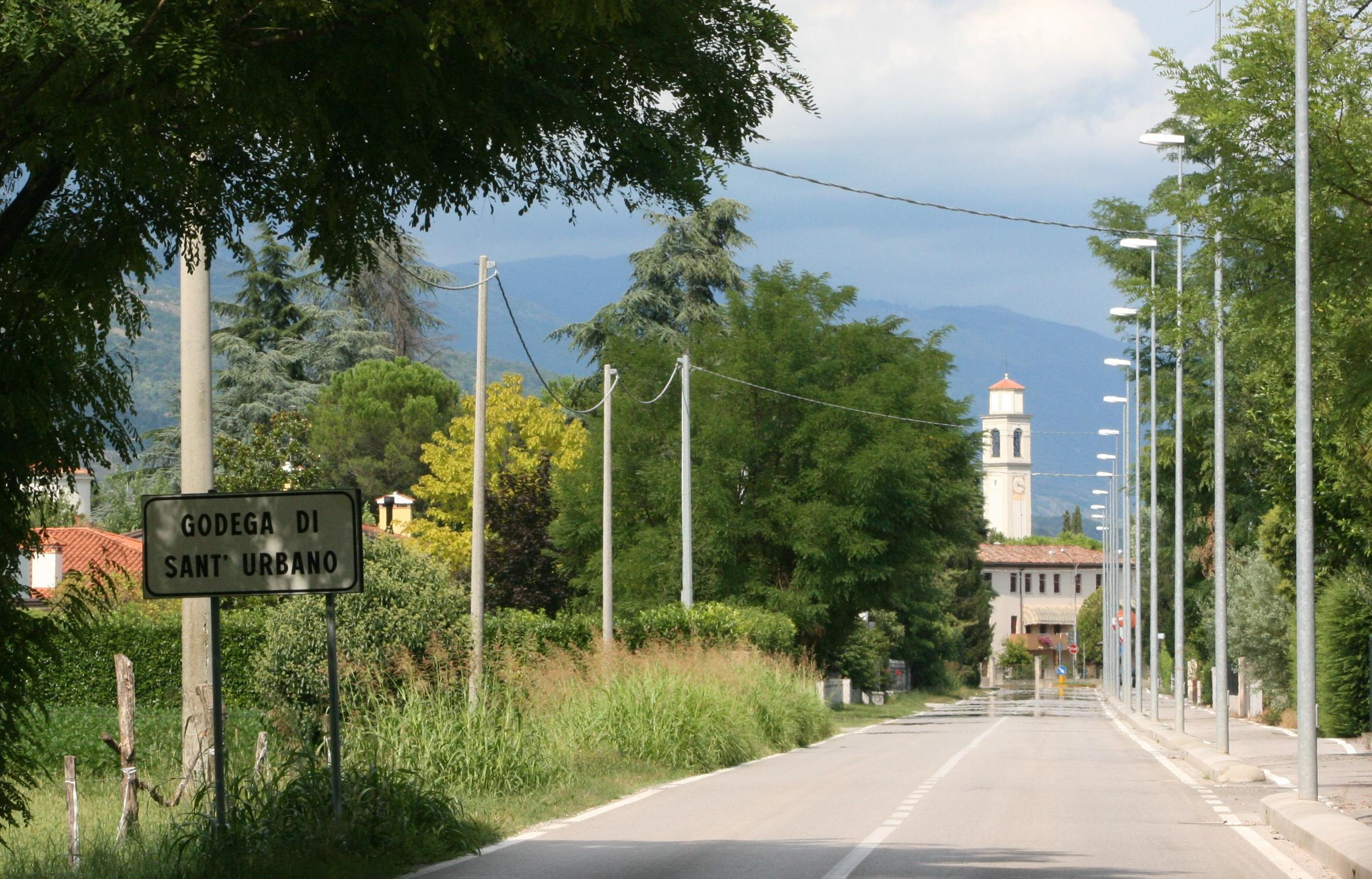
Ortseingang von Godega mit Blick auf den Campanile

Godega di Sant’Urbano ist eine nordostitalienische Gemeinde (comune) mit 5995 Einwohnern (Stand 31. Dezember 2023) in der Provinz Treviso in Venetien. Die Gemeinde liegt etwa 31,5 Kilometer nordöstlich von Treviso.

## Geschichte
Der Ortsname Godega leitet sich aus der Verballhornung des lateinischen Wortes für den Volksstamm der Goten ab. Für das 13. Jahrhundert ist die Existenz eines Brunnens nachgewiesen. Dieser wurde 2004 umfangreich restauriert. Um 1420 gelangte der Ort mit seinen umliegenden Ländereien unter die Herrschaft von Sacile in Friaul-Julisch Venetien, um wenig später Teil der Republik Venedig zu werden.

## Gemeindepartnerschaft
Godega di Sant’Urbano unterhält seit 2006 eine Partnerschaft mit der französischen Gemeinde L’Isle-en-Dodon im Département Haute-Garonne.

## Persönlichkeiten
- Luca Zaia (* 1968), Präsident Venetiens, wirkte vom Ortsteil Bibiano als gewählter Consiliar der Gemeinde